# Biotop-Aquarium
Als Biotop-Aquarium bezeichnet man in der Aquaristik Aquarien, in denen ein in der freien Natur vorkommender Lebensraum möglichst exakt nachgebildet wird. Der Begriff bezeichnet sowohl Süßwasser-Aquarien als auch Meerwasseraquarien. Gepflegt werden dabei Fische, Pflanzen und Wirbellose, deren Lebensräume sich auch in der freien Natur überschneiden.
Klassischer Weise im Biotop-Aquarium nachgebildet sind Ausschnitte aus Biotopen wie ein Bachlauf im Amazonasbecken, ein Sauerwasserteich im Amazonasbecken, ein Mittelamerikanischer Küstenbach, ein westafrikanischer Flusslauf, ein Tanganjikasee-Biotop, eine Felsküste im Malawisee, ein südostasiatischer Bachlauf, ein südostasiatischer Bewässerungskanal, eine Flussmündung ins Meer die vom Typ her ein Brackwasseraquarium ist, oder ein Flusslauf in Australien/Neuguinea.
Auch Strömungsbecken mit der Nachbildung eines Bachlaufes oder Felsenbecken mit der Darstellung des Malawisees und einem Besatz mit Mbunas sind Beispiele eines Biotop-Aquariums.
Heiko Bleher propagiert die Einrichtung bzw. aquaristische Haltung und Zusammenstellung der Tier- und Pflanzenarten in Biotop-Aquarien nach den von ihm an den jeweiligen Fundorten vorgefundenen Verhältnissen.
Obwohl der Name Naturaquarium eine ähnliche Assoziation auslöst, handelt es sich bei dieser, von dem japanischen Fotograf und Aquarianer Takashi Amano propagierten Bezeichnung um kein Biotop-Aquarium. Hier werden lediglich Landschaften mit den Mitteln der Aquaristik und der Fotografie künstlerisch unter Wasser umgesetzt. Anders als im Biotop-Aquarium werden im Gesellschaftsaquarium Pflanzen und Tiere vergesellschaftet, die ein sich nicht überschneidendes Verbreitungsgebiet haben.
Zu den Vorteilen eines Biotopaquariums gehört, dass die Fische in Bezug auf Wasserwerte und Einrichtung des Aquariums gleiche Bedingungen bevorzugen.